# Entre a mi mundo
Albums de Selena
Ven conmigo
(1990) Selena Live!
(1993)
Singles
1. La carcacha (en)
Sortie : février 1992
2. Como la flor
Sortie : juin 1992
3. ¿Qué creías? (en)
Sortie : novembre 1992
4. Ámame (en)
Sortie : avril 1993

Entre a mi mundo (en français : « Entre à mon monde ») est le troisième album studio de la chanteuse américaine Selena, sorti le 6 mai 1992, chez EMI Latin. Lors de ses débuts discographiques avec Selena y Los Dinos, le guitariste Chris Pérez était tombé amoureux de Selena — ce que désapprouvait le père de Selena et manager du groupe, Abraham Quintanilla, et Pérez et Selena se sont enfuis le 2 avril 1992, après que Quintanilla a renvoyé Pérez du groupe. Quinatnilla s'est ensuite excusé, a accepté la relation de Pérez et Selena, et a accepté Pérez comme membre du groupe. Le frère de Selena et producteur de musique, A. B. Quintanilla, a supervisé la production d'Entre a mi mundo. A.B. a également composé la plupart des titres de l'album avec les membres du groupe Ricky Vela et Pete Astudillo. Les origines diverses des membres du groupe ont contribué à la diversité des genres explorés sur l'album, ce qui en fait l'enregistrement le plus innovant du groupe. Il comprend des genres musicaux allant de la musique synthétisée, tejano et cumbia mexicaine au R&B et au rock.
Les paroles de l'album mettent l'accent sur l'autonomisation des femmes et l'affirmation de soi, tout en explorant des thèmes tels que l'amour non partagé, les partenaires infidèles et la romance adolescente. Entre a mi mundo a été promu par des concerts aux États-Unis, ainsi que par une tournée de presse très médiatisée au Mexique. La performance de Selena au Mexique lui a valu les éloges des médias mexicains, qui ont qualifié la chanteuse d'« artiste du peuple ». Elle a été qualifiée de plus grand artiste tejano du pays après que son spectacle à Nuevo Leon ait attiré 70 000 spectateurs. L'album a reçu des critiques généralement positives de la part des critiques musicaux, qui l'ont qualifié d'« album révolutionnaire ». Il a atteint la première place du classement Billboard US Regional Mexican Albums pendant huit mois consécutifs. Il a été nommé deuxième album régional mexicain le plus vendu de tous les temps par le magazine Billboard, et il est devenu le premier album d'une chanteuse tejano à se vendre à 300 000 unités, devenant ainsi le disque Tejano féminin le plus vendu de tous les temps ; son album Amor prohibido de 1994 a battu ce record. Entre a mi mundo a été certifié diamant par la Recording Industry Association of America (RIAA).
Quatre singles sont sortis d'Entre a mi mundo : le single de lancement de carrière Como la flor, La carcacha (en), ¿Qué creías ? (en) et Ámame (en). Le premier a atteint la sixième place du classement Billboard Hot Latin Songs aux États-Unis, devenant ainsi le single le plus vendu de sa carrière. Les critiques musicaux considèrent que Como la flor a propulsé la carrière de Selena au Mexique. La chanson a également été qualifiée de chanson signature et de son enregistrement le plus populaire. La carcacha a gagné en popularité à titre posthume, tandis que ¿Qué creías ? et Ámame ont atteint le top 30 du classement Hot Latin Songs. L'album a remporté le Tejano Music Award pour l'album de l'année aux Tejano Music Awards de 1993 et a fait jeu égal avec Estas tocando fuego de La Mafia pour le meilleur album régional mexicain aux Lo Nuestro Awards de 1993.

## Production
Le guitariste principal du groupe, Roger Garcia, s'était marié et s'est séparé de Selena y Los Dinos après la sortie de leur deuxième album studio, Ven conmigo, en septembre 1990,. Le producteur de disques principal et bassiste du groupe, A. B. Quintanilla, a découvert Chris Pérez, alors âgé de 21 ans, qui était à l'époque le guitariste de la chanteuse de musique tejano Shelly Lares (en). Pérez a passé une audition pour faire partie du groupe et a trouvé dans le style de production musicale d'A. B. l'inspiration première pour faire partie de Selena y Los Dinos. Au début, Abraham Quintanilla — le manager du groupe, et le père de A. B., Suzette Quintanilla, et Selena — a écarté Pérez, le voyant plutôt comme un rocker et le trouvant mal équipé pour un groupe tejano. Betty Cortina, rédactrice en chef du magazine People, a déclaré que Pérez était l'antithèse de l'image de bons enfants bien propres d'Abraham. A.B. persuade Abraham que Pérez est capable de jouer de la musique tejano, ajoutant que l'image de rocker de Pérez est inoffensive. Pérez est alors engagé comme guitariste du groupe après que le groupe a fini d'enregistrer Ven conmigo. Pérez a été surpris de la façon dont le groupe a travaillé pendant toute la production d'Entre a mi mundo. Pendant la pré-production, le claviériste Ricky Vela séquençait la musique — Pérez a été surpris par l'importance que le groupe accordait à cela — tandis qu'A. B. travaillait avec Vela pour résoudre les problèmes techniques qu'ils rencontraient, ainsi que pour choisir les compositions qui seraient enregistrées par Selena.
Le groupe arrivait chez A. B. pendant la pré-production et perfectionnait ses éléments musicaux, tandis que Selena reprenait les chansons qu'A. B. avait choisies. Pérez a trouvé surprenant que Selena puisse apprendre des chansons sans aucune aide. Il a constaté que c'était le cas pendant la production d'Entre a mi mundo, où Selena arrivait au studio et « ajoutait tellement de personnalité et de vivacité à la chanson », ce qui, selon lui, permettait aux auditeurs de s'identifier à l'enregistrement. Vela a également loué la capacité de Selena à « saisir rapidement le phrasé de la chanson, le sens de la chanson, l'essentiel de ce qu'elle essayait de transmettre », estimant que c'était l'équivalent de jouer dans un film. Pérez se souvient dans une interview de 2002 que, pendant la production, Vela venait « au début de chaque journée d'enregistrement jusqu'à la toute fin de la journée » pour être présent si des problèmes survenaient pendant la production, parce qu'il était l'homme pour les résoudre. Il a également déclaré qu'il était anxieux d'entrer en studio pour interpréter Las cadenas, une chanson qu'A. B. et Vela ont écrite et qui a fait surface pendant la pré-production. Vela a déclaré dans une interview de 2002 que, pendant la post-production, le groupe voulait souvent changer un certain couplet ou des paroles à la dernière minute ; Selena arrivait alors, ajoutant ses propres goûts musicaux à ces corrections.

## Écriture et enregistrement
L'enregistrement de Entre a mi mundo a eu lieu dans le studio d'enregistrement de San Antonio appartenant au producteur de musique tejano Manny Guerra (en). Brian « Red » Moore, l'ingénieur du son interne de Guerra, a supervisé la production, bien qu'A. B. soit resté le producteur et l'arrangeur « qui mène la barque ». Le processus d'écriture a commencé au début de 1991. En choisissant les chansons à enregistrer, Vela a donné à A. B. plusieurs chansons qu'il avait écrites. L'une d'entre elles était une chanson inachevée appelée Si la quieres. À l'époque, la chanson n'avait que des morceaux, mais A. B. aimait son refrain existant. Vela a écrit un couplet pour la chanson, qui n'a pas impressionné A. B. ; Vela a ensuite passé plusieurs heures à écrire des couplets et des mélodies avant que le thème de l'amour non partagé ne soit approuvé. A. B. a déclaré dans une interview qu'il avait écrit Como la flor — un single de lancement de carrière qui a établi le groupe sur le marché Tejano — dans un motel bon marché de Bryan, au Texas, la nuit suivant un concert,,. Une mélodie a continué à transpercer l'esprit d'A. B. cette nuit-là après qu'il a vu des vendeurs de rue avec leurs enfants « essayer de nourrir leurs familles » en vendant des fleurs en bâton de plastique aux clients d'un club de danse voisin. A. B. a déclaré que c'était l'inspiration originale pour l'aspect floral de la chanson. Il a fallu vingt minutes pour ajouter la musique avec l'aide du choriste et danseur Pete Astudillo et du claviériste Joe Ojeda, tandis qu'il leur a fallu une heure pour terminer les paroles ; c'est la première chanson qu'Astudillo a coécrite avec A. B.
Vela a avoué avoir utilisé un thésaurus et un dictionnaire pour rivaliser avec Astudillo dans l'écriture de chansons pour le groupe lorsqu'il a écrit Yo te sigo queriendo. L'aide à l'écriture d'Astudillo s'est poursuivie avec ¿Qué creias ? (en), qui a été écrite dans son intégralité à l'arrière d'une voiture alors que le groupe était en tournée en Californie. Le chanteur tejano David Lee Garza (en) a prêté son style d'accordéon soul sur le morceau. La chanson La carcacha (en) a été écrite par A. B. après que lui et Ojeda ont vu une voiture en panne dans un restaurant à Ovalo, au Texas ; Ojeda a dit à A. B. que le mot espagnol pour la désigner était carcacha. Un mois plus tard, A. B. a acheté une BMW, a commandé un plat à emporter et a surpris une conversation entre deux femmes qui disaient qu'elles sortiraient avec un homme à cause de sa voiture. A. B. dit que cela l'a inspiré pour écrire une chanson comique avec un message moral ; il lui a fallu six mois pour écrire la chanson, car il « bricolait dans tous les sens » pour la perfectionner. La dernière chanson enregistrée pour l'album, Ámame (en), a été écrite par Astudillo et Selena ; c'était la première chanson que Selena avait écrite depuis My love (1989).
Le seul titre en anglais de l'album, Missing my baby (en), a été écrit et enregistré pour mettre en valeur les diverses capacités musicales de Selena et pour ajouter à la variété des styles musicaux de l'album. Selena voulait enregistrer un titre en anglais sur l'album, car elle pensait qu'une telle chanson convaincrait le président d'EMI Records, Charles Koppelman, qu'elle était prête à sortir un album crossover. Il a fallu à A. B. une semaine pour l'écrire, qui a été enregistrée trois semaines plus tard, fin 1991, à Sun Valley, à Los Angeles. La maison de disques EMI Latin voulait que le duo R&B Full Force interprète une version remixée de l'enregistrement. A. B. et Selena ont rencontré le groupe au studio d'enregistrement de Full Force à Brooklyn, et le groupe a accepté d'ajouter des chœurs, qu'ils ont enregistrés en deux jours. EMI Latin a choisi la version de Full Force au lieu de la version solo de Selena pour l'album.

## Composition
Au moment de sa sortie, Entre a mi mundo contient les sons le plus innovant du groupe. Les membres du groupe viennent d'horizons divers, ce qui ajoute à l'influence de l'album ; Vela crée des chansons aux arrangements lourds, Pérez introduit le rock and roll, Ojeda incorpore la musique traditionnelle des rues, Astudillo lance ses paroles et mélodies complexes avec beaucoup d'accords, A. B. continue de perfectionner ses capacités de production, et Selena ajoute de l'âme et de la polyvalence à sa musique. L'album contient un style musical diversifié, une formule qui fonctionne manifestement. Selon Joey Guerra du Houston Chronicle, le groupe « avait un profond respect » pour les différents genres qu'il « actualisait sur l'album », ce qui a été fait « sans effort ». L'album contient la définition complète des sons caractéristiques de Selena — des airs accrocheurs mariés à la voix distinctive et plaintive et à un rythme cumbia détendu et dansant. Son contenu comprend des influences musicales issues de la power-pop, de la cumbia tejano à base de synthétiseurs, de la musique tejano traditionnelle, de la pop classique, du R&B, du disco, du rock et du funk. Le magazine Spin a déclaré que Selena a créé un modèle avec Entre a mi nundo, et l'a qualifié d'« enregistrement tejano cumbia global ».
Joe Nick Patoski, auteur et collaborateur du New York Times, a déclaré que La carcacha est « un morceau optimal de musique moderne », notant que l'enregistrement fait usage d'appels et de réponses et inclut des chants, des cris, des sifflets, des « remplissages de guitare brûlants et la voix hypnotique de charmeur de serpent de la chanteuse ». Les paroles de la chanson décrivent la chanteuse attendant au coin d'une rue que son amant arrive dans son tacot. Patoski a trouvé que l'intrigue semblait se rapporter à une vie que la chanteuse n'a jamais eue, une histoire d'amour d'adolescente de barrio. Guerra a résumé les paroles comme une chanson « sur la vieille voiture déglinguée d'un petit ami ». Le musicologue américain Ilan Stavans a écrit dans Encyclopedia Latina que la chanson est un « portrait poétique et vivant de la vie du barrio ». Ramiro Burr a déclaré que Selena a ajouté plus d'émotion et d'âme dans sa musique avec La carcacha. Burr, qui a trouvé que l'écriture des chansons d'A. B. s'est grandement améliorée, a déclaré que le groupe s'était inspiré du chanteur de cumbia Fito Olivares (en) lors de l'enregistrement, et a qualifié la chanson de merveilleuse et de cumbia dansante. A. B. a demandé à Pérez d'interpréter Las cadenas dans un style rock, mais il a changé d'avis et a décidé que la chanson devait plutôt être interprétée dans un style conjunto. Pérez était néanmoins ravi d'enregistrer la chanson, en raison de la nature conjunto du morceau, qui lui rappelait des souvenirs d'enfance. Il a ajouté que la voix de Selena compléterait grandement la chanson, une chanson conjunto sur une protagoniste jubilatoire qui reprend le contrôle de sa vie après s'être sentie piégée dans une relation. La chanson utilise le squeezebox, et selon Mario Tarradell du Dallas Morning News, elle est « bien conçue, accrocheuse et bien jouée ».
Le titre ranchera ¿Qué creias ? parle d'une femme qui s'en prend à son amant, rappelant aux auditrices « combien les hommes les prennent pour acquises ». Le « fougueux hymne mariachi à l'éloignement » raconte l'histoire d'une femme qui refuse de reprendre son partenaire infidèle. Patoski a trouvé que la chanson était particulier au répertoire de cumbia de Selena, trouvant qu'il avait les « marques d'un mariachi traditionnel, à la limite du vol pur et simple ». Il a ajouté qu'il mettait en valeur son « manque de retenue, sa gamme vocale émotive et ses paroles crachées avec la passion grinçante d'une Lucha Villa (en) », le qualifiant de « tout le culot et le feu ». La chanteuse a déclaré dans une interview en juillet 1993 que la chanson « parle pour toutes les femmes ». Les paroles de Como la flor sont « simples, d'une mélodie plaintive et douloureuse ». Elles parlent d'une femme qui a vu son ancien amant avec une autre femme et qui doit passer à autre chose ; elle leur souhaite le meilleur, et compare sa relation avec son ancien amant à une fleur qui s'est fanée et est morte. Le titre est une cumbia pop entraînante qui dépeint une femme en mal d'amour, avec une voix implorante à un amour perdu. L'auteur Deborah Parédez a déclaré que la chanson signalait « l'affirmation de soi » de Selena et a constaté que les fans associaient la chanson à « un registre émotionnel multivalent et une sensibilité communautaire ». Parédez a trouvé que l'enregistrement contenait « un refrain émotif sur une chorégraphie exubérante », et a déclaré qu'il « capturait et transmettait » ce que Roland Barthes appelait « le grain de la voix de Selena ». Elle a ajouté que les cordes vocales en goutte d'eau de Selena sont présentes dans la chanson, précisant que l'enregistrement contient un résidu de matérialité. Parédez a déclaré que, avec ses changements mélodiques, Como la Flor réussit à évoquer la présence de Selena dans l'élégie marquant son absence.
Le titre Missing my baby a été décrit par Patoski comme étant « de la pop de pointe ». Sur le plan lyrique, la chanson évoque le deuil d'un amant absent et le souvenir d'événements rhapsodiques qu'elle a partagés avec lui. Jerry Johnston du Deseret News a déclaré que Selena avait une « voix de bébé à la Lesley Gore » dans cette chanson et qu'elle « fait preuve d'une merveilleuse souplesse dans sa voix ». Le Virginian-Pilot a déclaré que la chanson était construite sur des crochets qui rappellent Missing you (en) de Diana Ross, qui est un hommage à Marvin Gaye, et Good to my baby (en) des Beach Boys. Mario Tarradell du Dallas Morning News a déclaré que Missing my baby et d'autres morceaux ont été ajoutés à Entre a mi mundo « pour faire bonne mesure ». Guerra a trouvé que la musique de Ámame contenait des « rythmes de club enflammés », tandis que ses paroles font appel au béguin de la chanteuse, lui demandant de l'aimer. Dans la polka Vuelve a mi, la chanteuse se souvient du jour où son amant l'a abandonnée un jour de pluie, et implore qu'il lui revienne,.

## Sortie et illustrations
Quelques mois avant la sortie prévue d'Entre a Mi Mundo, Chris Pérez a été inculpé pour conduite en état d'ivresse, agression de policiers, résistance à l'arrestation et course-poursuite avec la police. En décembre 1992, Pérez a été reconnu coupable et a été condamné à payer 670 dollars d'amendes, de frais de justice et d'honoraires d'avocat. Pérez a écrit qu'il se sentait coupable des crimes dont il était accusé, notant que Selena a essayé de convaincre son père que Pérez était une personne équilibrée. Pérez a plus tard parlé à Abraham Quintanilla de ses méfaits, mais a été abasourdi quand ce dernier lui a pardonné, une réaction à laquelle Pérez ne s'attendait pas. Après que le groupe a terminé les sessions d'enregistrement de l'album, plusieurs membres du groupe et leurs amis se sont rendus dans un hôtel de San Antonio, au Texas, pour fêter l'événement. Selon Pérez, avec plusieurs de ses amis, il a saccagé l'hôtel. Le lendemain matin, le père de Selena a été contacté par le gérant de l'hôtel où l'incident a eu lieu ; il a immédiatement licencié deux membres de l'équipe de route. Pérez pensait qu'on viendrait ensuite le chercher pour le virer, mais il a découvert qu'après s'être excusé, elles ont été acceptées et il lui a été permis de continuer à être le guitariste du groupe.
En février 1992, Al Rendon a été engagé par EMI Latin pour prendre des photos pour l'album{{. Un photographe précédent avait pris quelques photos de la chanteuse, qui n'ont pas été bien accueillies par la société, et Rendon a été invité à faire une session rapide. Il a loué un studio et engagé John MacBurney — avec qui Abraham Quitanilla se dispute constamment — pour le maquillage. MacBurney s'est plaint en privé à EMI Latin qu'il était difficile de traiter avec le père de la chanteuse. Rendon et MacBurney, cependant, ont trouvé Selena « très facile à travailler ». Selena a choisi la tenue qu'elle allait porter sur la photo de couverture ; cette tenue comprenait un haut noir avec une maille transparente au niveau du ventre, une veste noire à manches longues rayée noir et blanc, une large ceinture en cuir noir et un pantalon noir moulant. Elle choisit une pose où elle passe ses doigts dans ses cheveux, une pose qui dérangeait visiblement son père. En 1998, la tenue qu'elle portait pour la couverture de l'album a été ajoutée à un musée que sa famille gère à Corpus Christi, au Texas.
Entre a Mi Mundo est sorti aux États-Unis le 6 mai 1992. À l'occasion du vingtième anniversaire de sa première sortie, l'album a été reconditionné et rendu disponible à l'achat physique et numérique le 22 septembre 2002. La version en « édition limitée » comprenait le duo de Selena avec le chanteur salvadorien Álvaro Torres sur leur single de 1991 Buenos Amigos ; une reprise, enregistrée en 1989, du single de la carrière solo de Russell Hitchcock d'Air Supply Where Did the Feeling Go ?; les vidéos de musique pour La Carcacha et Buenos Amigos ; et des notes de pochette parlées contenant des commentaires et des souvenirs de chaque piste fournis par la famille, les amis et le groupe de la chanteuse,.

## Singles
Como la flor est sorti comme premier single de l'album à la fin du mois de juin 1992. Il a débuté à la 36e place du classement Billboard Hot Latin Songs pour la semaine se terminant le 18 juillet 1992. Le titre a atteint la sixième place du même classement la semaine se terminant le 24 octobre ; à l'époque, c'était le plus haut sommet de Selena en tant qu'artiste solo. Il a terminé l'année à la 31e place du classement de fin d'année de Hot Latin Songs. La carcacha est le deuxième single de l'album. Bien qu'il n'ait pas atteint le succès dans les charts, il a gagné la popularité des fans à titre posthume. ¿Qué creias ? a suivi en novembre 1992, débutant à la 38e place du classement Billboard le 28 novembre, et atteignant la 14e place le 6 février 1993. Le dernier single de l'album, Ámame, sorti en avril 1993, a atteint la 27e place le 22 mai. Après l'assassinat de Selena le 31 mars 1995, Como la flor a débuté et atteint la neuvième place du classement Billboard Regional Mexican Airplay le 15 avril.
Les critiques ont attribué à Como la flor le mérite d'avoir contribué à lancer la carrière de la chanteuse au Mexique ; elle est depuis considérée comme la chanson emblématique de Selena et son enregistrement le plus populaire,,, Le single a connu un succès international,, et la domination de Selena dans les classements de musique latine dans les années 90 lui est attribuée. Après la mort de Selena, Cathy Ragland du Austin American-Statesman a comparé Como la flor comme étant « une métaphore de sa vie, une créature belle et délicate ».

## Promotion
Selena s'est produite à la Fiesta Broadway de Los Angeles, la plus grande célébration Cinco de Mayo des États-Unis. La chanteuse a interprété Enamorada de ti de son album Ven conmigo et a présenté à la foule Si la quieres d'Entre a mi mundo. Selon la biographe Himilce Novas, la performance de Selena a captivé les personnes présentes. En avril 1992, Selena a participé à un voyage de promotion musicale pour Billboard à Las Vegas, au Caesars Palace. Elle a également été invitée à participer à une tournée de presse frontalière à Monterrey, au Mexique, où elle a rencontré des représentants des médias musicaux. À l'époque, les tejanos étaient mal considérés par les citoyens mexicains. De plus, l'espagnol de la chanteuse était loin d'être parfait ; les cadres d'EMI Latin étaient terrifiés par l'espagnol limité de la chanteuse lors de la conférence de presse de l'album au Mexique. Selon Patoski, Selena a « bien joué ses cartes » pendant la conférence et a conquis les médias mexicains après que les journaux l'ont saluée comme « une artiste du peuple ». Les journaux ont trouvé qu'elle était un changement rafraîchissant par rapport aux acteurs de telenovela mexicains « qui avaient la peau claire, les cheveux blonds et les yeux verts ». Après cette publicité, Selena a été invitée à participer à plusieurs concerts dans tout le Mexique, notamment au Festival d'Acapulco en mai 1993, ce qui lui a valu les éloges de la critique. Son spectacle à Nuevo Leon le 17 septembre 1993 a été suivi par 70 000 personnes, ce qui lui a valu le titre de plus grand groupe tejano du Mexique.
Lors de ses interprétations en direct de Como la flor, Selena a exécuté son mouvement caractéristique : un geste floreo inspiré du flamenco « en tournant son poignet en trois vagues, du coude au bout des doigts en un mouvement serpentin, les doigts allongés » alors qu'elle « chantonne langoureusement » le titre de la chanson. Selena a souvent interprété le refrain d'abord dans un downtempo à la cadence atténuée et triste, puis dans une cumbia entraînante. Lors des représentations de la chanteuse pour ¿Qué creias ?, elle demandait souvent à un participant masculin de jouer son ex petit ami pendant qu'elle lui chantait.

## Réception

### Critiques
La grande majorité des critiques ont été positives, et l'album a été largement salué. Les critiques musicaux ont trouvé que l'enregistrement était « l'album de la percée de Selena »,,,. Bruce Tomaso du Dallas Morning News a déclaré que « [la] marque de pop tejano de la chanteuse » a contribué à élever Selena à un public assez important qui a été attiré par la voix de la chanteuse. Un autre journaliste, Mario Tarradell, s'est fait l'écho de ces propos en déclarant que l'album marquait l'entrée de Selena sur le marché pop de la musique latine et qu'il s'agissait d'un « tournant de starification » pour Selena en tant que soliste. Ramiro Burr, du San Antonio Express-News, a écrit qu'Entre a mi mundo a renforcé « le poids de Selena ».
Joey Guerra, dans un éditorial pour Amazon.com, a trouvé que l'album était « constamment satisfaisant et merveilleusement diversifié », et a applaudi A. B. Quintanilla, qui a aidé à défier la chanteuse dans les « frontières souvent étouffantes de la musique tejano ». Guerra a écrit dans un éditorial précédent pour le Houston Chronicle en mars 2005 qu'il a été introduit à « la marque de Selena » de la musique tejano et a été immédiatement accroché. Guerra a qualifié l'album de « collection diversifiée » et a attribué à l'album la « transformation de la chanteuse en une icône de la musique latine ». Domino Renee Perez, également du Houston Chronicle, a déclaré qu'Entre a ni mundo « [servait] de passerelle » pour les albums suivants de Selena. David Browne, rédacteur pour Entertainment Weekly, a qualifié l'album de « pot-pourri provisoire de styles à la fois modernes et traditionnels ». L'album a amené les fans de pop à la musique tejano, et est listé comme une liste d'écoute recommandée sur The history of Texas music.

### Récompenses
Aux Lo Nuestro Awards de 1993, Selena a remporté le prix du meilleur album régional mexicain pour Entre a mi mundo, à égalité avec le groupe tejano La Mafia et leur album Estas tocando fuego. Lors de la cérémonie de remise des prix, Como la flor a remporté le prix de la chanson régionale mexicaine de l'année. Aux Tejano Music Awards 1993, Selena a remporté le prix de la chanteuse de l'année et celui de l'artiste féminine de l'année, ce qu'elle avait déjà fait l'année précédente. Entre a ni mundo a remporté le prix de l'album de l'année, tandis que Como la flor a été nommé pour le single de l'année,.

### Ventes
Entre a ni mundo s'est vendu à 50 000 unités en prévente, et a débuté à la neuvième place du classement bihebdomadaire américain Billboard Regional Mexican Albums pour la semaine se terminant le 13 juin 1992. Il a atteint la première place le 5 septembre 1992, détrônant Estas tocando fuego de La Mafia. L'album est resté numéro un pendant 18 semaines consécutives jusqu'à ce que La Mafia le détrône dans la semaine se terminant le 15 mai 1993. En juillet 1993, il s'était vendu à 100 000 unités aux États-Unis. Le 10 juillet 1993, l'album a débuté à la 10e place du nouveau classement américain Billboard Top Latin Albums. Entre a mi mundo a terminé l'année 1992 en tant que sixième album régional mexicain le plus vendu aux États-Unis, et en 1993, il était le disque régional mexicain le plus vendu,. En décembre 1993, l'album s'est vendu à 300 000 unités, battant ainsi le record des plus grosses ventes pour une artiste féminine tejano,. En conséquence, il est devenu l'album tejano le plus vendu par une artiste féminine, jusqu'à ce qu'Amor prohibido (également par Selena) batte le record en 1994. En 1994, il est devenu le deuxième album régional mexicain le plus vendu de tous les temps.
L'attention médiatique suscitée par la mort de Selena a contribué à augmenter les ventes d'Entre a mi mundo, ainsi que celles de son ancien catalogue. L'album est réapparu dans le classement des meilleurs albums latins, atteignant la quatrième place. Il a débuté à la 179e place du Billboard 200 américain, et a atteint la 97e place le 6 mai 1995. À la fin de 1995, il était le septième album latin le plus vendu aux États-Unis et le quatrième album régional mexicain le plus vendu. En juin 1995, l'album a été certifié or par la Recording Industry Association of America (RIAA), pour avoir été vendu à 500 000 exemplaires. En 1994, l'album s'était vendu à 200 000 unités au Mexique et 385 000 en 1997. En novembre 2017, l'album avait été certifié Diamant (latin), dénotant des ventes de 600 000 unités aux États-Unis.

## Pistes
Crédits adaptés de la pochette du CD Entre a Mi Mundo.
| Édition 1992 | Édition 1992                 | Édition 1992                                                      | Édition 1992      | Édition 1992 | Édition 1992 | Édition 1992 | Édition 1992 | Édition 1992 | Édition 1992 |
| No           | Titre                        | Auteur                                                            | Producteur        | Durée        |              |              |              |              |              |
| ------------ | ---------------------------- | ----------------------------------------------------------------- | ----------------- | ------------ | ------------ | ------------ | ------------ | ------------ | ------------ |
| 1.           | Si La Quieres                | Ricky Vela                                                        | A. B. Quintanilla | 3:12         |              |              |              |              |              |
| 2.           | Como la Flor                 | Selena Quintanilla, A. B. Quintanilla, Pete Astudillo, Ricky Vela | A. B. Quintanilla | 3:03         |              |              |              |              |              |
| 3.           | Yo Te Sigo Queriendo         | A. B. Quintanilla, Ricky Vela                                     | A. B. Quintanilla | 3:09         |              |              |              |              |              |
| 4.           | ¿Qué Creias?                 | A. B. Quintanilla, Pete Astudillo                                 | A. B. Quintanilla | 3:31         |              |              |              |              |              |
| 5.           | Las Cadenas                  | A. B. Quintanilla, Ricky Vela                                     | A. B. Quintanilla | 3:55         |              |              |              |              |              |
| 6.           | Vuelve A Mí                  | A. B. Quintanilla, Pete Astudillo                                 | A. B. Quintanilla | 3:38         |              |              |              |              |              |
| 7.           | La Carcacha                  | A. B. Quintanilla, Pete Astudillo                                 | A. B. Quintanilla | 4:10         |              |              |              |              |              |
| 8.           | Siempre Estoy Pensando En Ti | A. B. Quintanilla, Pete Astudillo                                 | A. B. Quintanilla | 3:02         |              |              |              |              |              |
| 9.           | Missing My Baby              | A. B. Quintanilla                                                 | A. B. Quintanilla | 3:49         |              |              |              |              |              |
| 10.          | Ámame                        | Selena Quintanilla, Pete Astudillo                                | A. B. Quintanilla | 3:39         |              |              |              |              |              |
| 28:59        |                              |                                                                   |                   |              |              |              |              |              |              |

| Édition 2002 (pistes bonus) | Édition 2002 (pistes bonus)                                                                        | Édition 2002 (pistes bonus)       | Édition 2002 (pistes bonus) | Édition 2002 (pistes bonus) | Édition 2002 (pistes bonus) | Édition 2002 (pistes bonus) | Édition 2002 (pistes bonus) | Édition 2002 (pistes bonus) | Édition 2002 (pistes bonus) |
| No                          | Titre                                                                                              | Producteur                        | Durée                       |                             |                             |                             |                             |                             |                             |
| --------------------------- | -------------------------------------------------------------------------------------------------- | --------------------------------- | --------------------------- | --------------------------- | --------------------------- | --------------------------- | --------------------------- | --------------------------- | --------------------------- |
| 11.                         | Buenos Amigos (en duo avec Álvaro Torres)                                                          | Enrique Elizondo                  | 4:47                        |                             |                             |                             |                             |                             |                             |
| 12.                         | Where Did the Feeling Go?                                                                          | Michael Masser, A. B. Quintanilla | 3:45                        |                             |                             |                             |                             |                             |                             |
| 13.                         | Spoken Liner Notes (Souvenirs commentés fournis par la famille de Selena, ses amis et son groupe.) | Suzette Quintanilla               | 12:42                       |                             |                             |                             |                             |                             |                             |
| 14.                         | La Carcacha (Vidéo)                                                                                |                                   | 3:49                        |                             |                             |                             |                             |                             |                             |
| 15.                         | Buenos Amigos (Vidéo)                                                                              |                                   | 4:44                        |                             |                             |                             |                             |                             |                             |
| 29:47                       | |                                   |                             |                             |                             |                             |                             |                             |                             |

## Crédits et personnel
Crédits adaptés de la pochette du CD Entre a Mi Mundo.

### Voix
- Selena – chant, chœurs
- Pete Astudillo – chœurs
- A. B. Quintanilla – chœurs

### Visuels et images
- Suzette Quintanilla – styliste
- Al Rendon – photographie
- Lisette Lorenzo – direction artistique
- Lisy – illustration et design
- Ramon Hernandez – photographie réédidtion

### Instruments
- Suzette Quintanilla – batterie
- Chris Pérez – guitare électrique
- A. B. Quintanilla – guitare basse
- Joe Ojeda – claviers
- Ricky Vela – claviers
- David Lee Garza – accordéon
- Manny Guerra – accordéon
- Joel Guzman – trompette
- Rodney B. – guitare

### Techniciens et production
- A. B. Quintanulla – compositeur, producteur, programmeur, mixage, arrangement
- Ricky Vela – compositeur, programmeur, arrangement
- Jorge A. Pino – producteur exécutif
- Brian « Red » Moore – ingénieur du son, mixage
- Nir Seroussi – édition
- Guillermo J. Page – producteur réédition
- Manny Guerra – ingénieur du son